# Domesnæs Fyr
Domesnæs Fyr (lettisk: Kolkas bāka) er et fyrtårn for enden af Domesnæsrevet på en kunstig ø seks kilometer nordøst for Domesnæs. Fyrtårnet afmærker Irbestrædets østligste punkt og Rigabugtens vestligste punkt.
Der har været fyrtårn på stedet siden 1875, i begyndelsen i form af et midlertidigt tårn. Før et egentligt fyrtårn blev opført fandtes her et forankret fyrskib. Det nuværende fyrtårn sattes i drift i 1884, og er et 21 meter højt rundt murstenstårn med dobbeltgalleri og lanterne. Tårnet er rødt og lanternens tag er sort. Fyrtårn, fyrbøders hus samt andre bygninger ligger indenfor et ottekantet beskyttende mur. Fyrtårnet er tændt hele døgnet året rundt i mørketid, og fyrtårnets hvide lys kan ses på 10 sømils afstand med to blink hvert tiende sekund. Fyrtårnet er kun tilgængeligt med båd og er ikke åbent for offentligheden.